# Dioscorea densiflora
Dioscorea densiflora là một loài thực vật có hoa trong họ Dioscoreaceae. Loài này được Hemsl. mô tả khoa học đầu tiên năm 1884.